# Desmond Child
Desmond Child, właśc. John Charles Barrett (ur. 28 października 1953 w Miami) – amerykański muzyk, kompozytor i producent. Jest członkiem Songwriters Hall of Fame.

## Dyskografia

### Desmond Child & Rouge
- Desmond Child & Rouge (Capitol Records) (1979)
  - "Our Love Is Insane" (No. 51, 1979)
- Runners in the Night (Capitol Records) (1979)

### Solo
- The Warriors: The Original Motion Picture Soundtrack (A&M Records) (1979)
  - Song: "Last of an Ancient Breed"
- Discipline (Elektra Records) (1991)

### Utwory napisane dla innych wykonawców lub wspólnie z nimi
| Rok  | Wykonawca                   | Tytuł utworu, którego jest autorem, współautorem lub producentem | Album                                     |
| ---- | --------------------------- | --- | ----------------------------------------- |
| 1979 | Kiss                        | "I Was Made for Lovin' You" | Dynasty                                   |
| 1980 | Billy Squier                | "You Should Be High Love" | The Tale of the Tape                      |
| 1982 | Cher                        | "When the Love is Gone", "Walk With Me", "The Book of Love" | I Paralyze                                |
| 1984 | Kiss                        | "Heaven's on Fire", "Under the Gun", "I've Had Enough (Into the Fire)" | Animalize                                 |
| 1985 | Kiss                        | "King of the Mountain", "Who Wants to Be Lonely", "I'm Alive", "Radar for Love", "UH! All Night" | Asylum                                    |
| 1986 | Bonnie Tyler                | "If You Were a Woman and I Was a Man", "Lovers Again" | Secret Dreams and Forbidden Fire          |
| 1986 | Bon Jovi                    | "You Give Love a Bad Name", "Livin' on a Prayer", "Without Love", "I'd Die For You" | Slippery When Wet                         |
| 1987 | Aerosmith                   | "Angel", "Dude (Looks Like a Lady)", "Heart's Done Time" | Permanent Vacation                        |
| 1987 | Cher                        | "We All Sleep Alone", "Main Man", "Give Our Love a Fightin' Chance", "Perfection", "Working Girl" | Cher                                      |
| 1987 | Jimmy Barnes                | "Waitin' for the Heartache", "Walk on" | Freight Train Heart                       |
| 1987 | John Waite                  | "These Times are Hard for Lovers" | Rover's Return                            |
| 1987 | Kiss                        | "Bang Bang You", "My Way", "Reason to Live" | Crazy Nights                              |
| 1987 | Jennifer Rush               | "Down to You", "Heart Wars" | Heart Over Mind                           |
| 1987 | Ronnie Spector              | "Love on a Rooftop" | Unfinished Business                       |
| 1988 | Kiss                        | "Let's Put the X in Sex", "(You Make Me) Rock Hard" | Smashes, Thrashes & Hits                  |
| 1988 | Bon Jovi                    | "Bad Medicine", "Born to Be My Baby", "Blood on Blood", "Wild is the Wind" | New Jersey                                |
| 1988 | Joan Jett & the Blackhearts | "I Hate Myself for Loving You", "Little Liar", "You Want In, I Want Out" | Up Your Alley                             |
| 1988 | Bonnie Tyler                | "Notes From America", "Hide Your Heart", "Save Up All Your Tears", "Take Another Look at Your Heart", also produced the album                                                                                | Hide Your Heart                           |
| 1988 | Aerosmith                   | "What It Takes", "F.I.N.E." | Pump                                      |
| 1989 | Alice Cooper                | Entire album, including "Poison" | Trash                                     |
| 1989 | Animotion                   | "Calling It Love" | Room To Move                              |
| 1989 | Michael Bolton              | "How Can We Be Lovers?" and "Love Cuts Deep", also produced the former | Soul Provider                             |
| 1989 | Billy Squier                | "Stronger", "Tied Up" | Hear & Now                                |
| 1989 | Bonfire                     | "The Price of Loving You" | Point Blank                               |
| 1989 | Cher                        | "Just Like Jesse James", "Love on a Rooftop", "Emotional Fire", "Does Anybody Really Fall in Love Anymore?"                                                                                                  | Heart Of Stone                            |
| 1989 | Ace Frehley                 | "Hide Your Heart" | Trouble Walkin'                           |
| 1989 | Kiss                        | "Hide Your Heart", "You Love Me to Hate You" | Hot in the Shade                          |
| 1989 | Robin Beck                  | "Hide Your Heart", "Don't Lose Any Sleep", "If You Were a Woman (And I Was a Man)", "Hold Back the Night", "Save Up All Your Tears", "Tears in the Rain"                                                     | Trouble or Nothin'                        |
| 1990 | Ratt                        | "Givin' Yourself Away", "Heads I Win, Tails You Lose", "Lovin' You's a Dirty Job", "One Step Away", "Shame Shame Shame"                                                                                      | Detonator                                 |
| 1991 | Kane Roberts                | Entire album | Saints and Sinners                        |
| 1991 | Cher                        | "Save Up All Your Tears" | Love Hurts                                |
| 1991 | Michael Bolton              | "Forever Isn't Long Enough", "New Love" | Time, Love & Tenderness                   |
| 1991 | Alice Cooper                | "Dangerous Tonight", "Might as Well Be on Mars" | Hey Stoopid                               |
| 1991 | Joan Jett & the Blackhearts | "Ashes in the Wind", "The Only Good Thing (You Ever Said Was Goodbye)", "Lie to Me", "Don't Surrender", "Goodbye"                                                                                            | Notorious                                 |
| 1991 | SouthGang                   | Entire album (co-writer) | Tainted Angel                             |
| 1992 | Bon Jovi                    | "Keep the Faith", "I'll Sleep When I'm Dead" | Keep the Faith                            |
| 1993 | Aerosmith                   | "Crazy", "Flesh" | Get a Grip                                |
| 1993 | Steve Vai                   | "In My Dreams With You" | Sex & Religion                            |
| 1994 | Joan Jett & the Blackhearts | "As I Am", "You Got a Problem", "Brighter Day" | Pure and Simple                           |
| 1995 | Bon Jovi                    | "Something for the Pain", "This Ain't a Love Song", "Hearts Breaking Even", "Diamond Ring" | These Days                                |
| 1995 | Chynna Phillips             | "I Live for You", "This Close", "Jewel in My Crown" | Naked and Sacred                          |
| 1995 | Roxette                     | "You Don't Understand Me" | Don't Bore Us, Get to the Chorus!         |
| 1997 | Aerosmith                   | "Hole in My Soul" | Nine Lives                                |
| 1997 | Chicago                     | "All Roads Lead to You" | The Heart of Chicago 1967–1998 Volume II  |
| 1997 | Dream Theater               | "You Not Me" | Falling into Infinity                     |
| 1997 | Robbie Williams             | "Old Before I Die" | Life Thru a Lens                          |
| 1997 | Hanson                      | "Weird" | Middle of Nowhere                         |
| 1998 | Billie Myers                | "Kiss the Rain" | Growing, Pains                            |
| 1999 | Bon Jovi                    | "Real Life" | EdTV Original Motion Picture Soundtrack   |
| 1999 | Ricky Martin                | "Livin' la Vida Loca", "The Cup of Life" | Ricky Martin                              |
| 2000 | Ricky Martin                | "She Bangs" | Sound Loaded                              |
| 2000 | Sisqó                       | "Thong Song" | Unleash the Dragon                        |
| 2001 | Tina Arena                  | "Soul Mate No. 9", "You Made Me Find Myself" | Just Me                                   |
| 2001 | Alejandra Guzmán            | "Quiero Vivir", "Volveré a Amar", "Todo", "Vagabundo Corazón", "Soy Tú Lluvia", | Soy                                       |
| 2002 | Bon Jovi                    | "All About Lovin' You", "Misunderstood", "The Distance" | Bounce                                    |
| 2002 | Sakis Rouvas                | "Ola Kala", "The Light", "Disco Girl", also produced the album | Ola Kala                                  |
| 2002 | Kelly Clarkson              | "Before Your Love" | Thankful                                  |
| 2002 | LeAnn Rimes                 | "Life Goes On", "The Safest Place", "Suddenly", "Sign of Life", "Review My Kisses", "Love Is an Army" | Twisted Angel                             |
| 2003 | Clay Aiken                  | "Invisible", "Run to Me" | Measure of a Man                          |
| 2003 | La Ley                      | "Más Allá" | Libertad                                  |
| 2004 | Alejandra Guzmán            | "Lipstick", "Sálvame", "Hoy Me Voy a Querer", "Tengo Derecho a Estar Mal", "Mundos", "Un Juego Más", "Tu Corazón", "Supersexitada"                                                                           | Lipstick                                  |
| 2004 | Jesse McCartney             | "Because You Live" | Beautiful Soul                            |
| 2004 | Hilary Duff                 | "Crash World" | A Cinderella Story                        |
| 2004 | Hilary Duff                 | "Who's That Girl" | Hilary Duff                               |
| 2004 | Diana DeGarmo               | "Dreams" | Blue Skies                                |
| 2005 | Bon Jovi                    | "Bells of Freedom", "Dirty Little Secret", "These Open Arms" | Have a Nice Day                           |
| 2005 | Carrie Underwood            | "Inside Your Heaven" | Some Hearts                               |
| 2005 | Bo Bice                     | "Inside Your Heaven" | Non-album single                          |
| 2005 | Vince Neil                  | "Promise Me" | Non-album single                          |
| 2005 | Amanda Stott                | "Homeless Heart" | Chasing the Sky                           |
| 2005 | Lindsay Lohan               | "I Live for the Day" | A Little More Personal (Raw)              |
| 2005 | Marion Raven                | "October" | Cut Off                                   |
| 2006 | Marion Raven                | "Good 4 Sex" | Heads Will Roll                           |
| 2006 | Meat Loaf                   | "The Monster Is Loose", "Blind as a Bat", "Monstro", "Alive", "If God Could Talk", "What About Love?" | Bat Out of Hell III: The Monster Is Loose |
| 2006 | Paul Stanley                | "All About You", "Lift", "Live to Win", "Wake Up Screaming", "Where Angels Dare" | Live to Win                               |
| 2007 | Sebastian Bach              | "Falling into You" | Angel Down                                |
| 2007 | Bon Jovi                    | "(You Want to) Make a Memory" | Lost Highway                              |
| 2007 | Scorpions                   | "Hour I", "The Game of Life", "The Future Never Dies", "You're Lovin' Me to Death", "321", "Love Will Keep Us Alive", "We Will Rise Again", "Your Last Song", "Love Is War", "The Cross", "Humanity", "Cold" | Humanity: Hour I                          |
| 2008 | Ace Young                   | "Addicted", "A Hard Hand to Hold", "Where Will You Go", "How You Gonna Spend You Live", "The Girl That Got Away", "Dirty Mind", "The Gift"                                                                   | Ace Young                                 |
| 2008 | Katy Perry                  | "Waking Up in Vegas" | One of the Boys                           |
| 2008 | The Rasmus                  | Entire album, including "Livin' in a World Without You" | Black Roses                               |
| 2009 | Bon Jovi                    | "Brokenpromiseland", "Fast Cars", "Happy Now", "Learn to Love" | The Circle                                |
| 2009 | Margaret Cho                | "I Cho Am a Woman" | I Cho Am a Woman (single)                 |
| 2009 | Tokio Hotel                 | "Zoom/Zoom into Me" | Humanoid                                  |
| 2009 | The Stunners                | "Santa Bring My Soldier Home" | (Santa Bring My Soldier Home-Single)      |
| 2010 | Tokio Hotel and Kerli       | "Strange" | Almost Alice                              |
| 2010 | Meat Loaf                   | "Elvis in Vegas" | Hang Cool Teddy Bear                      |
| 2010 | Ida Maria                   | "Bad Karma" | Katla                                     |
| 2010 | Weezer                      | "Trainwrecks" | Hurley                                    |
| 2011 | Ricky Martin                | Entire album (co-writer) | Musica + Alma + Sexo                      |
| 2011 | Alice Cooper                | "I Am Made of You", "The Underture" | Welcome 2 My Nightmare                    |
| 2012 | Porcelain Black             | "Rock Angels" | Rock of Ages (film)                       |
| 2012 | Aerosmith                   | "Another Last Goodbye" | Music from Another Dimension!             |
| 2013 | Sick Puppies                | "There's No Going Back" | Connect                                   |
| 2013 | Selena Gomez                | "Love Will Remember" | Stars Dance                               |
| 2013 | Bon Jovi                    | "Army of One" | What About Now                            |
| 2013 | Bonnie Tyler                | "Believe in Me", "Stubborn" | Rocks and Honey                           |
| 2015 | Zedd                        | "Beautiful Now" | True Colors                               |
| 2020 | Ava Max                     | "Kings & Queens" | Heaven & Hell                             |
| 2020 | Countess Luann              | "VIVA LA DIVA" | VIVA LA DIVA (single)                     |
| 2021 | Bonnie Tyler                | "Stronger Than a Man" | The Best is Yet to Come                   |
| 2022 | The Rasmus                  | "Jezebel", "Rise", "Live And Never Die" | Rise                                      |
| 2022 | Weezer                      | "What Happens After You" | SZNZ: Autumn                              |
| 2022 | Jordan Smith                | "Sparrow" "From the American Song Contest" | American Song Contest                     |
| 2022 | Christian Pagán             | "LOKO" "From the American Song Contest" | American Song Contest                     |
| 2022 | Riker Lynch                 | "Feel the Love" "From the American Song Contest" | American Song Contest                     |
| 2022 | Marcus King                 | "Blood on the Tracks" | Young Blood                               |
| 2022 | Ceramic Animal              | "Forever Song" | Sweet Unknown                             |
| 2022 | Bacon Brothers              | "In Memory Of When I Cared" | Erato-EP                                  |
| 2022 | Chris Willis                | "If I Had Only" | single                                    |
| 2023 | Winger                      | "Proud Desperado" | Seven                                     |

## Filmografia
- "Class Act" (jako on sam, 2006, film dokumentalny, reżyseria: Sara Sackner)[2]
- "Great American Rock Anthems: Turn It Up to 11" (jako on sam, 2011, film dokumentalny, reżyseria: Dione Newton)[3]
- "Two: The Story of Roman & Nyro" (jako on sam, 2013, film dokumentalny, reżyseria: Heather Winters)[4]